# Каленчук Віталій Степанович
Віта́лій Степа́нович Каленчу́к — майор Збройних сил України, учасник російсько-української війни, що загинув у ході російського вторгнення в Україну у 2022 році.

## Нагороди
- орден «За мужність» III ступеня (2022, посмертно) — за особисту мужність і самовіддані дії, виявлені у захисті державного суверенітету та територіальної цілісності України, вірність військовій присязі.